# Herbert Liedtke (Leichtathlet)
Herbert Adolf Liedtke (* 29. April 1916 in Danzig, Deutsches Reich; † 30. Juli 2014) war ein schwedischer Leichtathlet deutscher Herkunft.

## Leben
Herbert Liedtke wuchs in den Niederlanden und in Deutschland auf. 1938 floh er vor dem Nationalsozialismus nach Schweden und arbeitete in Stockholm als Taxiunternehmer.
Er war von 2001 bis 2015 mit 87,11 Sekunden Europarekordler über 400 Meter in der Altersklasse M85 und später auch über 100 Meter aktiv und dort Vizeweltmeister. 2015 wurde sein Europarekord über 400 Meter in der Altersklasse M85 vom damals 86-jährigen Deutschen Herbert E. Müller unterboten.
Herbert Liedtke lebte in einem Altenheim in Stockholm. Mit seiner Frau war er 52 Jahre lang verheiratet. Liedtke hatte zwei Kinder.

## Film und Fernsehen
Herbstgold (2010), ein Film von Jan Tenhaven, porträtiert Herbert Liedtke und vier weitere Seniorensportler, die das gemeinsame Ziel hatten, an den World Masters Athletics Championships 2009 in Lahti, Finnland, teilzunehmen.
In der schwedischen Fernsehserie 100 höjdare spielte er 2006 als schnellster 90-Jähriger der Welt und 2007 in jeweils einer Folge sich selbst.